# Winfarthing
Winfarthing – wieś w Anglii, w hrabstwie Norfolk, w dystrykcie South Norfolk. Leży 26 km na południowy zachód od Norwich i 133 km na północny wschód od Londynu. Miejscowość liczy 403 mieszkańców.